# 什庫拉托韋
47°47′48″N 31°19′55″E / 47.79667°N 31.33194°E
什庫拉托韋（烏克蘭語：Шкуратове），是烏克蘭南部的村莊，隸屬尼古拉耶夫州的五一城區。該村始建於1884年，面積0.5平方公里，海拔高度104米，2001年人口1，人口密度每平方公里2人。